# Aryan
Aryan (hindi: आर्यन, urdu: آریایی, tłum: Szlachetny, in."Aryan: Unbreakable")  to bollywoodzki debiut aktora Abhishek Kapoora z Sohail Khanem w roli tytułowej. Gra on boksera, który musi wybrać między rodziną a karierą.

## Obsada
- Sohail Khan – Aryan
- Sneha Ullal – Neha
- Puneet Issar – Ranveer Singh
- Inder Kumar
- Farida Jalal
- Satish Shah
- Supriya Karnik
- Kapil Dev – Kapil Dev siebie
- Gulshan Grover
- Suved Lohia
- Ahsaas Channa
- Fardeen Khan – gościnnie

## Muzyka i piosenki
Muzykę do filmu skomponował Anand Raj Anand, autor muzyki do takich filmów jak Ehsaas: The Feeling, 23rd March 1931: Shaheed,  Kaante (nominowany do Nagrody Filmfare za Najlepszą Muzykę Calcutta Mail, Masti, Musafir, Humko Tumse Pyaar Hai.
- Janeman
- It's A Beautiful Day
- Ek Look Ek Look (Remix)
- Rab Ne Mere
- Teri Te Me
- Ek Look Ek Look
- Lamha Lamha
- Unbreakable Theme – Instrumental
- Ek Look Ek Look (Dhol Mix)